# 法拉巴班塔
法拉巴班塔（英語：Faraba Banta）是西非國家甘比亞西南部的城鎮，位於西部區東孔博。2009年所作的人口調查數據顯示，居住的總人口數為3,626人。